# 牽罟
牽罟，亦即地曳網，為先民最早發明的網具，也是臺灣古老的捕魚方式之一。現今的臺灣各地用以舉辦方式，來展現團隊合作之精神。

## 捕魚方式
利用魚群最密集靠岸的時候，以一艘舢舨將由曳地網撒到海裡，而曳地網的兩端則固定在岸邊，魚群被圍住後，再由岸上數十人協力將魚網拉上岸。
早期，每當魚汛來臨時，沿海的居民分派人手，全天候守在海邊，當發現魚群出沒時，居民以竹筏或舢舨立即出海，並撒網沿海繞一大圈來包抄魚群，將近海魚類都收進網內，留在岸上的人便腰纏短繩，等舢舨驅趕到魚群入網後，岸邊的人們合力拉繩，將漁網往岸上拉，凡是參與的人皆能分到一些漁獲。

## 漁具
該網具為長150餘公尺的罟網，於兩側繫上長200公尺之粗麻繩。

## 象徵
守望相助與傾力合作的精神，用以展現臺灣先民移墾奮力與自然搏鬥的情形。漁民在團結合作下的鼎力相助、漁獲量分攤，正是俗話所謂的「倚繩分魚」之意。甚至具有和平處世及人情稠濃的哲理，人文色彩高於經濟之考量，現今臺灣各地皆有舉辦此活動。

## 外部連結
- 牽罟歌 （页面存档备份，存于）